# Propidijum jodid
Propidijum jodid (ili PI) je fluorescentan interkalirajući agens koji se koristi za bojenje ćelija. Propidijum jodide se koristi kao DNK boja u protočnoj citometriji za evaluaciju ćelijske održivosti ili određivanje DNK sadržaja u analizi ćelijskog ciklusa, ili u mikroskopiji za vizualizaciju nukleusa ili drugih organela koje sadrže DNK. Propidijum jodid ne može da prođe kroz membranu živih ćelija, što ga čini korisnim u pravljenju razlike između nekrotičnih, apoptotičnih i zdravih ćelija. PI se isto tako vezuje za RNK, iz kog razloga je neophoda tretman nukleazama da bi razlikovalo RNK od DNK bojenja.

## Osobine
Propidijum jodid je organsko jedinjenje, koje sadrži 27 atoma ugljenika i ima molekulsku masu od 668,395 .
| Osobina                  | Vrednost |
| ------------------------ | -------- |
| Broj akceptora vodonika  | 3        |
| Broj donora vodonika     | 2        |
| Broj rotacionih veza     | 7        |
| Particioni koeficijent ( | -1,1     |
| Rastvorljivost (logS, log(mol/L))       | -3,8     |
| Polarna površina (PSA, Å2)  | 102,4    |

## Literatura
- Clayden, Jonathan; Greeves, Nick; Warren, Stuart; Wothers, Peter (2001). Organic Chemistry (I изд.). Oxford University Press. ISBN 978-0-19-850346-0.
- Smith, Michael B.; March, Jerry (2007). Advanced Organic Chemistry: Reactions, Mechanisms, and Structure (6th изд.). New York: Wiley-Interscience. ISBN 0-471-72091-7.
- Katritzky A.R.; Pozharskii A.F. (2000). Handbook of Heterocyclic Chemistry (Second изд.). Academic Press. ISBN 0080429882.